# Kādambarī
Kādambarī és una novel·la romàntica escrita en sànscrit per Bāṇabhaṭṭa durant el segle vii.